# Мазурка
Мазу́рка (от пол. mazurek) — польский народный танец.
Название танца произошло от прежнего наименования жителей Мазовии — мазуров, у которых впервые появился этот танец. Музыкальный размер — 3/4 или 3/8, темп быстрый. Частые резкие акценты, смещающиеся на вторую, а иногда и на третью долю такта. В XVII веке мазурка вошла в цикл польских крестьянских танцев. В XIX веке получила распространение как бальный танец в странах Европы.
На самом деле за названием «мазурка» скрываются сразу 3 национальных польских танца. Первый из них — мазур (см. выше). Оберек — разновидность мазура с более прихотливым ритмическим рисунком и характерным акцентом на третьей доле каждого второго такта. Куявяк — лирическая, медленная мазурка, трёхдольность близка к вальсовой; танец-размышление или танец-воспоминание.
Мазурке принадлежала огромная роль в процессе утверждения самобытности польской музыкальной культуры. Мазурка в классической музыке более всего связана с именем польского композитора Фредерика Шопена, написавшего около 60 мазурок. Мазурка Шопена всегда камерна, в отличие от его же полонезов — танцев большого масштаба, крупной формы. Композитор использует характерные черты всех видов мазурки, часто сочетая их в одном произведении. Сам Шопен разделял свои мазурки на 3 основных типа: сельские зарисовки-картинки («образки»), городские («блестящие») и лирические мазурки. Всегда характерен острый ритм, акцентировка, пунктирность, прихотливость ритмического рисунка, народные лады (в частности, фригийский и лидийский, а также венгерская гамма и мажоро-минор), субдоминантовая (плагальная) сфера гармонии. Драматургия яркая, конфликтная; в одной мазурке может сочетаться несколько контрастных эпизодов.
Под влиянием Шопена мазурки писали и другие польские композиторы: Кароль Шимановский, Александр Тансман, Болеслав Войтович. Народная мазурка лежит в основе национального гимна Польши.
В русской музыке известны мазурки М. И. Глинки, П. И. Чайковского, А. К. Лядова, А. Н. Скрябина, А. К. Глазунова.
В мазурке, написанной Александром Гречаниновым, — два колена, из которых первое напоминает звон колоколов, а второе — проигрыш песни «Мы с тобой два берега».
Композитор Цезарь Пуни при написании музыки к балету «Конёк-горбунок» (1864 год) для своей мазурки в последнем действии использовал известную песенку «Жил-был у бабушки серенький козлик».